# Dráva nemzetközi InterCity
A Dráva nemzetközi InterCity (Ausztriában Drau InterCity, Szlovéniában Drava InterCity) egy a MÁV, ÖBB és az SŽ által közlekedtetett InterCity vonat (vonatszám: IC 310/311), amely Budapest-Keleti pályaudvar és Ljubljana főpályaudvar között közlekedik

## Története
1992. május 31-én indul az első járat Budapest-Déli pályaudvarról Gyékényesen, Ljubljanan át Triesztbe (vonatszám: 260/261). 1995. május 28-től már Velencéig lett meghosszabbítva. 2001. június 10-től 2004. december 11-ig 30-as vasútvonal helyett 20-as vasútvonalon Zalaegerszegen át közlekedett Velencébe. 2004-2008 között szünetelt a vonat. 2008. december 14-től 2012. december 8-ig a vonat Budapest-Pécs-Magyarbóly-Eszék-Szarajevó viszonylatban közlekedett (vonatszám: 258/259). 2008 és 2010 között a Keleti pályaudvarról, 2010 és 2012 között a Déli pályaudvarról. 2012. december 9-től 2021. december 11-ig már csak Pécsig közlekedett (vonatszáma: 803/812) és újra Budapest-Keleti pályaudvarról indul. 2021. december 12-étől a vonat Budapest-Győr-Szombathely-Szentgotthárd-Graz-Ljubljana viszonylatban közlekedik (vonatszáma: 310/311), míg a pécsi járatpár a Tubes nevet viseli.

## Megállóhelyei
| Megállóhelyek                |
| ---------------------------- |
| 1. Budapest-Keleti           |
| 2. Budapest-Kelenföld        |
| 3. Tatabánya                 |
| 4. Tata                      |
| 5. Komárom                   |
| 6. Győr                      |
| 7. Csorna                    |
| 8. Répcelak                  |
| 9. Szombathely               |
| 10. Szombathely-Szőlős       |
| 11. Ják-Balogunyom           |
| 12. Egyházasrádóc            |
| 13. Körmend                  |
| 14. Horvátnádalja            |
| 15. Csákánydoroszló          |
| 16. Rátót                    |
| 17. Alsórönök                |
| 18. Haris                    |
| 19. Szentgotthárd            |
| 20. Jennersdorf (Gyanafalva) |
| 21. Fehring                  |
| 22. Feldbach                 |
| 23. Gleisdorf                |
| 24. Graz Ostbahnhof          |
| 25. Graz Don Bosco           |
| 26. Graz Hauptbahnhof        |
| 27. Leibnitz                 |
| 28. Spielfeld-Strass         |
| 29. Maribor                  |
| 30. Pragersko                |
| 31. Celje                    |
| 32. Lasko                    |
| 33. Zidani Most              |
| 34. Trbovlje                 |
| 35. Ljubljana főpályaudvar   |

## Vonatösszeállítás
Vonatösszeállítás 2025. december 15-étől:
| Kocsiszám | Típus                    | Útvonal                                                 |
| --------- | ------------------------ | ------------------------------------------------------- |
|           | MÁVRT 182 villanymozdony | Budapest - Szentgotthárd                                |
|           | ÖBB 2016 dízelmozdony    | Szentgotthárd - Graz                                    |
|           | ÖBB 1144 villanymozdony  | Graz - Spielfeld-Straß                                  |
|           | SŽ 342 villanymozdony    | Spielfeld-Straß - Ljubljana                             |
| 414       | START Bpmee              | Budapest - Graz                                         |
| 413       | START Bpmee              | Budapest - Graz                                         |
| 412       | START Bbdpmz             | Budapest - Graz                                         |
| 411       | START Apmz               | Budapest - Graz                                         |
| 410       | START Bpmee              | Szombathely - Budapest (csak hétközepétől+ünnepnapokon) |
| 409       | START Bpmee              | Szombathely - Budapest (csak péntek)                    |